# Kai Cenat
Kai Cenat, de son nom complet Kailen Carlo Cenat III, né le 16 décembre 2001 à New York, est un streameur et vidéaste web américain, plus connu pour ses diffusions en direct sur Twitch et ses contenus humoristiques postés sur YouTube.
Le 28 février 2023, lors d'un subathon d'un mois avec le amp dont les membres sont Duke Denis, Fanum, Ray, Agent, Kai Cenat et Yakine Haddad, il devient le streamer Twitch le plus suivi de tous les temps, battant le précédent record établi par son collègue Ludwig Ahgren. Il est nommé Streamer de l'année lors des 12e Streamy Awards et des 2023 Streamer award.

## Biographie

### Jeunesse
Kai Cenat naît le 16 décembre 2001 à New York. Il a été élevé dans l'arrondissement du Bronx par un père haïtien et une mère trinidadienne. Il a déclaré que le suffixe III à son nom a été ajouté par sa mère pour représenter son troisième enfant.
Souhaitant à l'origine devenir comédien, Kai Cenat a publié des contenus courts sur Facebook et Instagram au collège et au lycée.
Cenat a fréquenté la Frederick Douglass Academy pour ses études secondaires. Il a obtenu son diplôme d'études secondaires en 2019 et s'est ensuite inscrit au Morrisville State College le 27 août 2019, pour étudier l'administration des affaires. Il a finalement abandonné l'université en 2020 en raison de la difficulté à suivre les travaux scolaires et la création de contenu,.

### Carrière

#### Twitch et YouTube
Cenat a mis en ligne sa première vidéo YouTube en janvier 2018 et a commencé à réaliser des vidéos entourant des farces et des défis. Il a rejoint le groupe YouTube AMP après avoir été découvert par un autre YouTubeur originaire du Bronx, Fanum. Il apparaît régulièrement dans les vidéos de la chaîne à partir de ce moment-là. Il a commencé à diffuser sur Twitch en février 2021 après avoir migré de YouTube, en diffusant du contenu sur les jeux et les réactions.
En 2022, Kai Cenat a commencé à inclure des invités célèbres sur ses streams, notamment Bobby Shmurda en avril, Lil Baby en octobre et 21 Savage en novembre, qui l'ont aidé à recevoir sa plus grande audience à l'époque avec 283 245 téléspectateurs conséquents à son pic. En octobre 2022, il a été nommé aux 12e Streamy Awards dans les catégories Streamer of the Year et Breakout Streamer, et a remporté la première en décembre,,,. En novembre 2022, il a fait une apparition dans le clip de Lil Uzi Vert pour Just Wanna Rock.
Le 31 janvier 2023, Cenat a commencé un subathon d'un mois. Le 28 février 2023, il devient le streamer Twitch comptant le plus d'abonnés depuis la création de la plate-forme avec 306 621 abonnés à son apogée. Le 11 mars 2023, Cenat remporte le titre de Streamer de l'année lors des 12e Streamer Awards. Le 15 mars 2023, un documentaire résumant sa carrière et son subathon, intitulé 30 Days, est publié sur YouTube.
Kai Cenat gagne environ 23 280 $ par mois grâce à ses streams de sommeil, ce qui représente un revenu annuel de 285 480 $. Selon Streams Charts, ses émissions sur le sommeil ont accumulé plus de 5,6 millions d'heures de visionnage, ce qui montre l'engagement important des téléspectateurs pendant ces émissions.
Le 17 avril 2023, Cenat a été temporairement suspendu sur Twitch pour des raisons non divulguées, bien qu'il soit finalement revenu, le notant initialement comme une interdiction permanente par erreur,.
En mai 2023, Cenat a annoncé un spectacle en livestream avec IShowSpeed exclusivement sur Rumble, intitulé Kai 'N Speed Show,.
Le 14 décembre 2023, Nicki Minaj est apparue sur le stream de Cenat, qui a battu son précédent record d'audience de 40 000, soit 348 593 téléspectateurs simultanés.
Le 11 juin 2024, c'est l'acteur Kevin Hart qui est invité sur son stream, ce stream lui permettra de battre à nouveau son record d'audience atteignant un pic à 721 715 spectateurs simultanés, ce qui représente le 12e plus gros pic de viewers sur Twitch.

#### Musique
Kai Cenat a sorti son premier single Bustdown Rollie Avalanche avec le rappeur américain NLE Choppa en mai 2022, qui atteint 15 millions de vues sur YouTube et 25 millions de streams sur Spotify en septembre 2022.

#### Acteur
Il a joué un rôle dans la bande-annonce du single Distraction de Polo G en juin 2022.

#### Mode
Le 8 février 2024, lors d'une diffusion en direct, Cenat a annoncé qu'il s'était officiellement associé à Nike en déclarant : « Je voudrais annoncer que nous faisons officiellement partie de la famille Nike ». Il est devenu le premier streamer à signer avec la société.

### Vie privée
L'oncle de Kai Cenat est le rappeur américain K Camp.
Kai Cenat est catholique.

## Polémiques

### Accusations de complicité de viol
Le 5 janvier 2023, Cenat a été accusé par la TikTokeuse Jovi Pena d'avoir minimisé et refusé de l'aider après son viol présumé lors d'une soirée du Nouvel An qu'il avait organisée. Pena a affirmé qu'à un moment donné, elle a demandé à Cenat si elle pouvait quitter la soirée, ce à quoi Cenat lui a répondu d'aller dormir dans une chambre à l'étage car elle était ivre. Pena a ensuite affirmé qu'un autre fêtard du nom de Djigui Seck est entré dans cette chambre et "m'a brutalement violée au point de saigner", alors qu'elle dormait. Pena a accusé Cenat de ne pas avoir répondu de manière adéquate à Pena lorsqu'elle l'a interrogé sur le violeur présumé.
Le 6 janvier, Cenat a répondu sur le stream, affirmant que la raison pour laquelle il n'avait pas répondu était qu'il était allé contacter la police et ses avocats. Il a également affirmé qu'il ne voulait pas rendre l'incident public. Il a affirmé que Seck était un bon ami depuis le lycée, mais qu'il n'avait aucune connaissance du viol présumé et qu'il n'avait été en contact avec aucune des parties depuis l'incident.

### Consommation de drogues en direct
Le 23 janvier 2023, alors qu'il était en direct sur Twitch, Cenat a ingéré une quantité copieuse de gélules de cannabis devant la caméra ; il s'est ensuite évanoui en direct à cause de l'ingestion. Plus tard, le 26 janvier, il a été banni par Twitch pour une raison inexpliquée ; bien que l'on ait largement pensé que l'incident était dû au cannabis.

### Rassemblement à New York
En août 2023, il provoque un rassemblement à New York, qui dégénère en émeute. Il est poursuivi pour rébellion, incitation à l’insurrection et rassemblement illégal.

## Discographie

### Singles
- 2022 : Bustdown Rollie Avalanche (feat. NLE Choppa)
- 2023 : Dogs (feat. IShowSpeed)

### Apparitions
- 2023 : The End of The Road Begins (Intro) (sur la BO de Fast and Furious 10)

## Filmographie

### Cinéma
- 2023 : Good Burger 2 : Client mécontent

### Clips
- 2020 : Shoot de Adot
- 2022 : Distraction de Polo G
- 2022 : Just Wanna Rock (en) de Lil Uzi Vert
- 2022 : Plenty de FaZe Kaysan, Nardo Wick, G Herbo, Babyface Ray (en) et Big30 (en)
- 2023 : Fan de Offset